# Мадяр фест
Ма́дяр фе́ст — фестиваль угорської культури та виноробства, який відбувся вперше в Україні у 2012 році та організований компанією ТОВ «Скарбниця вина».
Фестиваль відбувся впродовж травня-серпня 2012 року у 10 містах України — Львові, Хмельницькому, Харкові, Донецьку, Дніпропетровську, Запоріжжі, Херсоні, Миколаєві, Одесі та Києві.
На фестивалі було представлено угорську культуру та виступили колективи з народних танців та співів, такі як:
- Szepi and the band
- Ráczoforte jazz
- Retrograd
- Hivatalos Nemzeti Szeged Néptánc Csoport

Також фестиваль мав гастрономічну складову, адже на Мадяр фесті були представлені традиційні угорські страви та вина.
У фестивалі взяли участь понад 15 виноробних компаній з угорського регіону Токай, такі як:
- Csányi Pincészet
- Dúzsi Tamás
- Agria Vino
- Frittmann testvérek
- Gere Tamásné

## Фестиваль у Львові
Фестиваль у Львові відкрив цей захід в Україні. Він відбувся з 29 квітня до 6 травня на подвір'ї палацу Потоцьких.